# Formentera (vino)
Formentera es una indicación geográfica protegida, utilizada para designar los vinos de la tierra procedentes de las zonas vinícolas de Formentera.

## Historia
Una de las actividades agrarias con más tradición en la isla de Formentera es la vitivinicultura. Ya se encuentran referencias que demuestran la existencia de esta actividad en Formentera en la carta de infeudación del año 1246, en la cual Montgrí encarga a Berenguer Renard la repoblación de la isla. En la mencionada carta destaca la existencia de unas viñas en La Mola cedidas a unos ermitaños, posiblemente de la orden de San Agustín.
El cultivo de la viña seguramente continuó hasta el siglo XIV, momento en que la isla de Formentera quedó totalmente despoblada debido a la peste negra, y por lo tanto se abandonó también este cultivo.
En el siglo XVIII se inicia un movimiento migratorio de ibicencos hacia Formentera, dando lugar a la segunda y definitiva repoblación. A partir de ese momento, la vitivinicultura de Formentera irá en aumento. Según el libro "Los caminos y los viajes del Archiduque, ayer y hoy" (Marí, 2000), en el siglo XVIII había 79.000 cepas sembradas en Formentera, y la producción de vino era de 11.400 litros. Esta producción experimentó un importante aumento gracias a la construcción en el año 1879 de la bodega de Ca'n Marroig, con una capacidad de 50.000 L. Hay que destacar que el propietario de la bodega inició un importante actividad de comercio marítimo con vino de Formentera.
Las referencias bibliográficas a la producción vitivinícola de Formentera a lo largo del siglo XX son escasas y, sin lugar a dudas, el hecho más significativo fue la instalación en el año 1972 de la bodega de Juan Riera Mayans en La Mola. Esta bodega inició su actividad con una capacidad de 9.500 litros. Además de elaborar vino, hay que destacar que Juan Riera Mayans embotellaba y comercializaba sus vinos en la isla de Formentera, e incluso llegó a comercializarlos en la vecina Ibiza. En aquel momento sus vinos ya se comercializaban con la indicación geográfica de Formentera, tal y como lo demuestran las etiquetas de los archivos del Gobierno de las Islas Baleares.
Actualmente, la vitivinicultura es una de las principales actividades agrarias de Formentera. Hay sembradas más de 60 ha de viña, lo cual representa el 12,5% del total de la superficie agrícola utilizada. La variedad tradicional y predominante es la monastrell, ya que cerca de un 44% de las viñas son de esta variedad. La vitivinicultura es la actividad agrícola que presenta unas mejores perspectivas de futuro, tal y como lo demuestra el hecho de que en el año 2002 se iniciaron tres proyectos de nuevas bodegas.
La vinculación de la sociedad de Formentera con la vitivinicultura es indiscutible. Prueba de ello es el concurso anual de vinos elaborados por los "pagesos" de la isla, que se organiza como uno de los actos más importantes de las fiestas locales de Sant Francesc y Sant Ferran.

## Marco Geoclimático
Formentera presenta una gran variedad geomorfológica.
La Mola y el Cap de Barbaria representan las zonas más elevadas de la isla, que caen al mar en considerables acantilados. En la Mola, la naturaleza caliza del terreno favorece la presencia de cuevas en el litoral, mientras que el Cap de Barbaria confiere un aspecto externo muy árido. El Pla, que conecta el Cap de Barbaria con La Mola, está constituido por formaciones dunares, muchas de ellas fosilizadas, entre las que se forman pequeños valles. La parte septentrional de la isla se caracteriza por la presencia de zonas húmedas y lagunas litorales (Estany Pudent, Estany des Peix, Las Salinas).
Formentera está configurada únicamente por materiales postorogénicos (Mioceno superior y Cuaternario). Los promontorios de La Mola y del Cap de Barbaria están formados por calizas de origen arrecifal que se unen mediante una serie de cordones dunares cuaternarios.
Formentera aparece dominada por los sectores tabulares de La Mola y el Cap de Barbaria, en tanto que en El Pla se mezclan morfologías dunares, con llanuras similares a las aluviales y sectores pantanosos en los estanques y salinas septentrionales.
Es destacable el predominio de las formas relacionadas con dunas y eolianitas, en la zona constituida por "Els Trucadors" y el islote de "S'Espalmador".
El cultivo de viña en la isla de Formentera se realiza sobre suelos arenosos y/o arcillosos.
La comarca vitícola de Formentera presenta un clima mediterráneo subtropical seco, que se caracteriza por un elevado número de horas de sol, veranos de temperatura y humedad elevadas, e inviernos con temperaturas moderadas. Las lluvias son escasas y con dos máximos en el mes de octubre. Formentera es la isla más cálida y seca de las islas Baleares, con una media anual superior a los 18 °C y una precipitación total anual de alrededor de 450 mm, que puede llegar a ser de sólo 300 mm en la zona norte de Formentera.
La viña es un cultivo extendido por toda la isla de Formentera, muy bien adaptado a las condiciones climáticas y edáficas de la zona.

## Variedades de uva
Las variedades de uva empleadas para la elaboración de Vino de la tierra de Formentera son:
- Negras: monastrell, fogoneu, tempranillo, cabernet sauvignon y merlot.
- Blancas: malvasia, premsal blanco, viognier, garnacha blanca y moscat

## Características de los vinos
Los vitivinicultores de Formentera se han especializado en la elaboración de vinos tintos y rosados, cuyas características son conocidas y elogiadas, tanto por los habitantes como por los visitantes de la isla. Son vinos generalmente de elevada graduación. Los vinos tintos, mayoritariamente jóvenes, se caracterizan por su elevada capa, de color grosella y tonalidades violetas, son brillantes, limpios y puede apreciarse una lágrima densa y lenta. En la fase olfativa predominan los aromas primarios, especialmente a fruta madura: fresas o grosella y a fruta en compota: ciruela o higo.
En boca son vinos robustos, con cuerpo, tánicos, bien estructurados y equilibrados. El regusto es prolongado y de naturaleza afrutada.

## Sistema de Control
De acuerdo con lo que dispone la Orden del Consejero de Agricultura y Pesca, de 11 de marzo de 1996, los controles del "Vino de la tierra de Formentera" corresponden a la Dirección General de Agricultura.
El "Vino de la tierra de Formentera" se comercializa únicamente embotellado en origen y con un número de control oficial asignado por la Dirección General de Agricultura, a la que corresponde el control y certificación del "Vino de la tierra de Formentera".

## Bodegas
- Cap de Barbaria
- Terra Moll